# 上林宏敏
上林 宏敏（うえばやし ひろとし）は、日本の建築工学・構造工学者。工学博士。京都大学複合原子力科学研究所(KURNS)附属安全原子力システム研究センター准教授。日本建築学会振動運営委員会幹事。日本地震工学会元論文査読者。
専門は、建築構造（特に地盤工学・地震工学）、建築工学・防災工学。

## 略歴
大阪工業大学大学院工学研究科修士課程修了。1991年同大学院工学研究科建築学専攻博士課程修了、工学博士（大阪工業大学）。間組技術研究所、原子力発電技術機構（現：原子力安全基盤機構）での勤務を経験。2000年大阪工業大学講師。2008年同大学工学部建築学科准教授を経て、2009年京都大学原子炉実験所准教授。2018年京都大学複合原子力科学研究所(KURNS)附属安全原子力システム研究センター准教授。
主な所属学会は、日本建築学会、日本地震工学会、日本地震学会。

## 主な著書
- 日本建築学会（分担執筆）『地盤震動と強震動予測 : 基本を学ぶための重要項目』日本建築学会, 丸善出版 (発売)、2016年。ISBN 9784818906341。
- 岩田知孝, 浅野公之『本震の震源過程東日本大震災合同調査報告 共通編1 地震・地震動東日本大震災合同調査報告書編集委員会・編』日本地震工学会・日本地震学会・土木学会・日本建築学会・地盤工学会・日本機械学会・日本都市計画学会・日本原子力学会、2014年。ISBN 9784907517007。
- 日本建築学会（分担執筆）『大振幅地震動と建築物の耐震性評価 : 巨大海溝型地震・内陸地震に備えて』日本建築学会, 丸善出版(発売)、2013年。ISBN 9784818906136。
- 京都大学大学院エネルギー科学研究科エネルギー社会・環境科学専攻, 京都大学大学院エネルギー科学研究科『エネルギー・環境・社会 : 現代技術社会論』（第2版）丸善〈京大人気講義シリーズ〉、2010年。ISBN 9784621082416。

## 主な研究論文
- 上林宏敏, 堀家正則, 竹内吉弘「断層震源による不規則境界を有する3次元堆積盆地の地震動特性」『日本建築学会構造系論文報告集』第413巻、日本建築学会、1990年、75-86頁、doi:10.3130/aijsx.413.0_75、ISSN 09108025。
- 堆積平野における不整形地盤構造のモデル化精度が強震動予測に及ぼす影響の評価 研究代表者 上林宏敏、科学研究費助成事業 研究課題/領域番号 15H04080、 2015-04-01 〜 2018-03-31：産業技術総合研究所、建築研究所構造研究グループらとの共同研究
- 建築構造物動特性の実観測記録を用いた推定
- 上林宏敏「21100 不規則境界面形状推定のための微動H/V比を用いたスペクトルインバージョン(その2)(不整形地盤,構造II)」『学術講演梗概集. B-2構造II振動原子力プラント』第2005号、日本建築学会、2005年、199-200頁、ISSN 13414461。 (要購読契約)* 宮腰研, 西村利光, 山田浩二, 津野靖士, 是永将宏, 凌甦群「微動アレイ探査と反射法地震探査による大阪平野北部の統合地下速度構造モデル」『物理探査』第74巻、物理探査学会、2021年、17-29頁、doi:10.3124/segj.74.17、ISSN 09127984。 (要購読契約)
- 上林宏敏, 川辺秀憲, 釜江克宏, 宮腰研, 堀家正則「傾斜基盤構造推定における微動H/Vスペクトルの頑健性とそれを用いた大阪平野南部域の盆地構造モデルの改良」『日本建築学会構造系論文集』第74巻第642号、日本建築学会、2009年、1453-1460頁、doi:10.3130/aijs.74.1453、ISSN 1340-4202。
- 宮腰研, 西村利光, 山田浩二, 津野靖士, 是永将宏, 凌甦群「微動アレイ探査と反射法地震探査による大阪平野北部の統合地下速度構造モデル」『物理探査』第74巻、物理探査学会、2021年、17-29頁、doi:10.3124/segj.74.17、ISSN 09127984。 (要購読契約)
- 上林宏敏, 釜江克宏「超高層RC 造建物の長周期地震動による損傷度の早期評価」『第14回日本地震工学シンポジウム論文集』OS10、2014年、1462-1471頁。
- 上林宏敏, 永野正行, 釜江克宏, 川辺秀憲「超高層RC造の長周期地震動による損傷度の簡易評価指標」『日本地震工学会論文集』第16巻第5号、日本地震工学会、2016年、5_33-5_45、doi:10.5610/jaee.16.5_33、ISSN 1884-6246。：東京理科大学との共同研究